# Кенесо (Небраска)
Кенесо (англ. Kenesaw) — селище (англ. village) в США, в окрузі Адамс штату Небраска. Населення — 919 осіб (2020).

## Географія
Кенесо розташоване за координатами 40°37′9″ пн. ш. 98°39′29″ зх. д. / 40.61917° пн. ш. 98.65806° зх. д. (40.619197, -98.657919).  За даними Бюро перепису населення США в 2010 році селище мало площу 2,05 км², уся площа — суходіл. В 2017 році площа становила 2,72 км², уся площа — суходіл.

## Демографія
Згідно з переписом 2010 року, у селищі мешкало 880 осіб у 326 домогосподарствах у складі 227 родин. Густота населення становила 428 осіб/км².  Було 350 помешкань (170/км²).
Расовий склад населення:
| - 98,5 % — білих - 0,3 % — азіатів - 0,2 % — корінних американців - 0,1 % — чорних або афроамериканців |

До двох чи більше рас належало 0,8 %. Частка іспаномовних становила 0,9 % від усіх жителів.
За віковим діапазоном населення розподілялося таким чином: 26,7 % — особи молодші 18 років, 56,0 % — особи у віці 18—64 років, 17,3 % — особи у віці 65 років та старші. Медіана віку мешканця становила 40,2 року. На 100 осіб жіночої статі у селищі припадало 94,3 чоловіків;  на 100 жінок у віці від 18 років та старших — 95,5 чоловіків також старших 18 років.
Середній дохід на одне домашнє господарство  становив 60 598 доларів США (медіана — 58 036), а середній дохід на одну сім'ю — 71 189 доларів (медіана — 69 702). Медіана доходів становила 44 125 доларів для чоловіків та 32 206 доларів для жінок. За межею бідності перебувало 10,4 % осіб, у тому числі 12,9 % дітей у віці до 18 років та 6,5 % осіб у віці 65 років та старших.
Цивільне працевлаштоване населення становило 492 особи. Основні галузі зайнятості: освіта, охорона здоров'я та соціальна допомога — 29,7 %, роздрібна торгівля — 11,2 %, будівництво — 10,6 %.